# Tadeusz Wleciał
Tadeusz Wleciał (ur. 28 lutego 1930, zm. 30 listopada 1993) – polski siatkarz, dziewięciokrotny mistrz Polski, reprezentant Polski, brązowy medalista Letniej Uniwersjady (1959).

## Kariera sportowa
W latach 1950–1962 był zawodnikiem AZS-AWF Warszawa, z którym zdobył mistrzostwo Polski w 1953, 1954, 1955, 1956, 1957, 1958, 1959, 1960 i 1961, wicemistrzostwo Polski w 1962, a także Puchar Polski w 1951, 1953, 1954i 1955.
W reprezentacji Polski debiutował 7 sierpnia 1951 w meczu akademickich mistrzostw świata z Czechosłowacją. Wystąpił m.in. na mistrzostwach świata w 1952 (siódme miejsce) i 1956 (czwarte miejsce) oraz mistrzostwach Europy w 1955 (szóste miejsce). Ostatni raz w I reprezentacji seniorów zagrał 5 sierpnia 1957 w meczu igrzysk młodzieży i studentów z Rumunią. W 1959 wystąpił jeszcze w akademickiej reprezentacji Polski na Uniwersjadzie w Turynie, zdobywając brązowy medal. Łącznie w I reprezentacji Polski zagrał w 101 spotkaniach. Pochowany na cmentarzu Powązki Wojskowe w Warszawie (kwatera A-10-7).

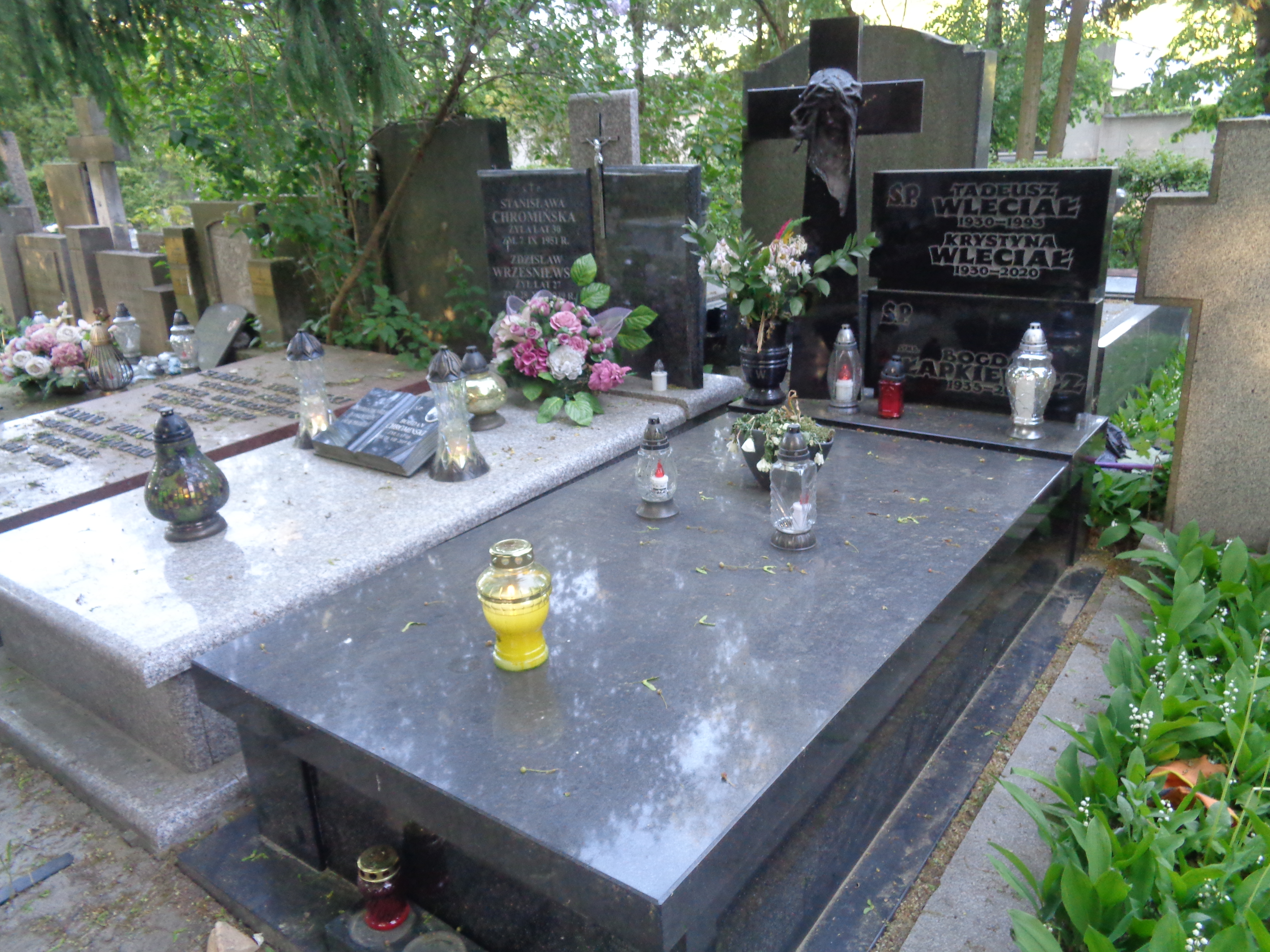
Grób Tadeusza i Krystyny Wleciałów na cmentarzu Wojskowym na Powązkach